# Пожарська сільська рада
Пожа́рська сільська́ ра́да — адміністративно-територіальна одиниця та орган місцевого самоврядування в Сімферопольському районі Автономної Республіки Крим. Адміністративний центр — село Пожарське.

## Загальні відомості
- Населення ради: 4 515 осіб (станом на 2001 рік)

## Населені пункти
Сільській раді підпорядковані населені пункти:
- с. Пожарське
- с. Водне
- с. Дем'янівка
- с. Лікарственне

## Склад ради
Рада складається з 20 депутатів та голови.
- Голова ради: Русак Наталля Вікторівна
- Секретар ради: Шеремет Оксана Володимрівна

### Керівний склад попередніх скликань
| Прізвище, ім'я, по батькові | Основні відомості                                                         | Дата обрання | Дата звільнення |
| --------------------------- | ------------------------------------------------------------------------- | ------------ | --------------- |
| Яковенко Віктор Іванович    | Сільський голова, 1961 року народження, безпартійний                      | 26.03.2006   | 31.10.2010      |
| Русак Наталля Вікторівна    | Сільський голова, 1966 року народження, освіта вища, член Партії регіонів | 31.10.2010   |                 |

Примітка: таблиця складена за даними сайту Верховної Ради України

### Депутати
За результатами місцевих виборів 2010 року депутатами ради стали:

#### За суб'єктами висування
| Суб'єкт висування | Кількість обраних депутатів | %  |
| ----------------- | --------------------------- | -- |
| Партія регіонів   | 15                          | 75 |
| Самовисування     | 5                           | 25 |

#### За округами
| № округу        | Прізвище, ім'я, по батькові       | Дата визнання обраним | Освіта  | Партійна приналежність | Відомості про обраного депутата                                  |
| --------------- | --------------------------------- | --------------------- | ------- | ---------------------- | ---------------------------------------------------------------- |
| Партія регіонів |                                   |                       |         |                        |                                                                  |
| 1               | Бойко Наталія Василівна           | 03.11.2010            | середня | член Партії регіонів   | Пожарська сільська рада, головний бухгалтер                      |
| 3               | Макушева Тетяна Олексіївна        | 03.11.2010            | середня | член Партії регіонів   | дошкільний навчальний заклад «Казка», вихователь                 |
| 4               | Арлашова Людмила Вікторівна       | 03.11.2010            | вища    | член Партії регіонів   | дошкільний навчальний заклад «Казка», методист                   |
| 6               | Ткаченко Олександра В'ячеславівна | 03.11.2010            | вища    | член Партії регіонів   | фірма «АРХОН», проектувальник                                    |
| 7               | Опришко Надія Леонідівна          | 03.11.2010            | середня | член Партії регіонів   | дошкільний навчальний заклад «Казка», кухарка                    |
| 8               | Опришко Ніна Стефанівна           | 03.11.2010            | середня | член Партії регіонів   | Пожарська сільська рада, інспектор ВОС                           |
| 9               | Гранічна Олена Іванівна           | 03.11.2010            | вища    | член Партії регіонів   | аптечний пункт, зав аптекою                                      |
| 12              | Маркіна Людмила Вікторівна        | 03.11.2010            | вища    | член Партії регіонів   | дошкільний навчальний заклад «Казка», вихователь                 |
| 13              | Городніцина Інна Вікторівна       | 03.11.2010            | вища    | член Партії регіонів   | Пожарська загальноосвітня школа, психолог                        |
| 14              | Кириленко Надія Андріївна         | 03.11.2010            | середня | член Партії регіонів   | ВАТ «Янтарний», робоча                                           |
| 15              | Мильнікова Тетяна Юріївна         | 03.11.2010            | вища    | член Партії регіонів   | Пожарська сільська рада, інспектор по роботі с дітьми та молоддю |
| 17              | Пащенко Віра Олексіївна           | 03.11.2010            | середня | член Партії регіонів   | пенсіонер                                                        |
| 18              | Ланданер Марина Геннадіївна       | 03.11.2010            | вища    | член Партії регіонів   | тимчасово не працює                                              |
| 19              | Патрошиліна Тетяна Володимирівна  | 03.11.2010            | вища    | член Партії регіонів   | Пожарська СВА, головний доктор                                   |
| 20              | Шеремет Оксана Володимирівна      | 03.11.2010            | вища    | член Партії регіонів   | районна насіннєва станція, завідувачка лабораторії               |
| Самовисування   |                                   |                       |         |                        |                                                                  |
| 2               | Кубедінов Єльвір Халікович        | 03.11.2010            | середня | позапартійний          | ВАТ «Янтарний», головний механік                                 |
| 5               | Ісмаілов Ремзій Зінедінович       | 03.11.2010            | середня | позапартійний          | тимчасово не працює                                              |
| 10              | Сулейманова Хатідже Руштієвна     | 03.11.2010            | середня | позапартійна           | будинок культури, керівник дитячого танцювального колективу      |
| 11              | Лагуев Нариман Ібрамович          | 03.11.2010            | середня | позапартійний          | тимчасово не працює                                              |
| 16              | Воробйова Ельвіра Меметівна       | 03.11.2010            | середня | позапартійна           | тимчасово не працює                                              |